# Едвартс Вірза
Едвартс Вірза (латис. Edvarts Virza; 27 грудня 1883, Курляндська губернія — 1 березня 1940, Рига) — латвійський письменник. В 1935 і 1936 він був номінований на Нобелівську премію з літератури.